# Terence Reese
John Terence Reese (ur. 28 sierpnia 1913 – Epsom, zm. 29 stycznia 1996) – brytyjski brydżysta i pisarz, World Grand Master oraz Senior Life Master (WBF).

## Wyniki brydżowe

### Olimpiady
Na olimpiadach uzyskał następujące rezultaty:
| Olimpiady brydżowe. Zawody teamów | Olimpiady brydżowe. Zawody teamów | Olimpiady brydżowe. Zawody teamów | Olimpiady brydżowe. Zawody teamów | Olimpiady brydżowe. Zawody teamów | Olimpiady brydżowe. Zawody teamów |
| Rok                               | Miejsce                           | Zawody                            | Kategoria                         | Drużyna                           | Pozycja                           |
| --------------------------------- | --------------------------------- | --------------------------------- | --------------------------------- | --------------------------------- | --------------------------------- |
| 1976                              | Monte Carlo                       | 5. Olimpiada Teamów               | Open                              | Great Britain                     | 3                                 |
| 1964                              | Nowy Jork                         | 2. Olimpiada Teamów               | Open                              | Great Britain                     | 3                                 |
| 1960                              | Turyn                             | 1. Olimpiada Teamów               | Open                              | Great Britain                     | 2                                 |

### Zawody światowe
W światowych zawodach zdobył następujące lokaty:
| Mistrzostwa Świata. Konkurencja teamów | Mistrzostwa Świata. Konkurencja teamów | Mistrzostwa Świata. Konkurencja teamów | Mistrzostwa Świata. Konkurencja teamów | Mistrzostwa Świata. Konkurencja teamów | Mistrzostwa Świata. Konkurencja teamów |
| Rok                                    | Miejsce                                | Zawody                                 | Kategoria                              | Drużyna                                | Pozycja                                |
| -------------------------------------- | -------------------------------------- | -------------------------------------- | -------------------------------------- | -------------------------------------- | -------------------------------------- |
| 1965                                   | Buenos Aires                           | 13. Mistrzostwa Świata Teamów          | Open                                   | Great Britain                          | 4                                      |
| 1955                                   | Nowy Jork                              | 5. Mistrzostwa Świata Teamów           | Open                                   | Great Britain                          | 1                                      |

| Mistrzostwa Świata. Konkurencja par | Mistrzostwa Świata. Konkurencja par | Mistrzostwa Świata. Konkurencja par | Mistrzostwa Świata. Konkurencja par | Mistrzostwa Świata. Konkurencja par | Mistrzostwa Świata. Konkurencja par |
| Rok                                 | Miejsce                             | Zawody                              | Kategoria                           | Partner                             | Pozycja                             |
| ----------------------------------- | ----------------------------------- | ----------------------------------- | ----------------------------------- | ----------------------------------- | ----------------------------------- |
| 1962                                | Cannes                              | 1. Mistrzostwa Świata               | Open                                | Boris Schapiro                      | 2                                   |

#### Afera w Buenos Aires
W roku 1965, podczas gry w Buenos Aires, Reese i Shapiro zostali oskarżeni o to, że pokazują na palcach liczbę kart w kolorze kierowym. Badania wykazały, że mogło nie być to prawdą. W roku 1968 WBF uznał, że obaj zawodnicy mogą grać w zawodach WBF, ale nie razem.

### Zawody europejskie
W europejskich zawodach zdobył następujące lokaty:
| Zawody europejskie. Konkurencja teamów | Zawody europejskie. Konkurencja teamów | Zawody europejskie. Konkurencja teamów | Zawody europejskie. Konkurencja teamów | Zawody europejskie. Konkurencja teamów | Zawody europejskie. Konkurencja teamów |
| Rok                                    | Miejsce                                | Zawody                                 | Kategoria                              | Drużyna                                | Pozycja                                |
| -------------------------------------- | -------------------------------------- | -------------------------------------- | -------------------------------------- | -------------------------------------- | -------------------------------------- |
| 1963                                   | Baden-Baden                            | 23. Mistrzostwa Europy Teamów          | Open                                   | Great Britain                          | 1                                      |
| 1958                                   | Oslo                                   | 19. Mistrzostwa Europy Teamów          | Open                                   | Great Britain                          | 2                                      |
| 1954                                   | Montreux                               | 15. Mistrzostwa Europy Teamów          | Open                                   | Great Britain                          | 1                                      |
| 1949                                   | Paryż                                  | 10. Mistrzostwa Europy Teamów          | Open                                   | Great Britain                          | 1                                      |
| 1948                                   | Kopenhaga                              | 9. Mistrzostwa Europy Teamów           | Open                                   | Great Britain                          | 1                                      |

## Klasyfikacja
- Terence Reese – klasyfikacja WBF (ang.)
- Terence Reese – klasyfikacja EBL (ang.)